# Nón Sơn
Nón Sơn (tên đầy đủ: Công ty TNHH Thời Trang Nón Sơn) được thành lập vào năm 1996, có trụ sở tại 199 Hai Bà Trưng, Phường Võ Thị Sáu, Quận 3, TP. Hồ Chí Minh.
Xuất hiện trên thị trường từ năm 1996 tại Thành phố Hồ Chí Minh, tính đến tháng 9 năm 2019, theo website của công ty thì hiện có 175 cửa hàng ở 43 tỉnh thành Việt Nam.

## Ngành nghề
- Sản xuất Mũ bảo hiểm thời trang chất lượng cao.
- Sản xuất Nón vải thời trang cao cấp tinh tế.

## Điểm nổi bật
- Nón Sơn phổ biến tại Việt Nam với mặt hàng Mũ bảo hiểm và Nón vải với tiêu chí chất lượng sản phẩm cao, đảm bảo an toàn cho người tiêu dùng. Ngoài ra, với thiết kế kiểu dáng thời trang đã trở thành biểu tượng đặc trưng của Nón Sơn đối với người dùng.
- Các cửa hàng này đều được sơn màu hồng nổi bật.[2][3]
- Mức độ phủ sóng rộng rãi của Nón Sơn tại những địa điểm đắc địa như mặt tiền lớn các ngã ba, ngã tư, vòng xoay và trên các mặt phố lớn.[4]

## Sản phẩm
- Mũ bảo hiểm Nón Sơn với thiết kế đẹp đẽ, chất lượng cao, tiêu chí an toàn cho người dùng.
- Nón vải với thiết kế phá cách, cách phối màu tự nhiên, kiểu dáng đẹp, độc đáo, sành điệu.
- Nón da kiểu dáng thời trang, chất lượng da cao cấp.
- Mũ bảo hiểm trẻ em đảm bảo an toàn - chất lượng cao.

## Thành viên chủ chốt
- Tổng giám đốc: Trần Anh Sơn[5]
- Giám đốc điều hành: Nguyễn Ngọc Tý